# Frank Bursley Taylor
Pour les articles homonymes, voir Taylor.
Frank Bursley Taylor (1860-1938) est un géologue américain.

## Œuvre scientifique
Il est considéré, par une communication qu'il fait en 1908 à la Geological Societ of America, comme le précurseur de l'idée de dérive des continents. Alfred Wegener le mentionne dans son article fondateur de 1912.